# Douglas H. Bosco

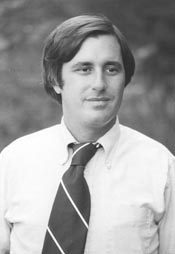
Douglas H. Bosco

Douglas Harry Bosco (* 28. Juli 1946 in New York City) ist ein US-amerikanischer Politiker. Zwischen 1983 und 1991 vertrat er den Bundesstaat Kalifornien im US-Repräsentantenhaus.

## Werdegang
Der in Brooklyn geborene Douglas Bosco besuchte die Homestead High School in Sunnyvale (Kalifornien) und danach bis 1963 die Capitol Page School in Washington, D.C. Daran schloss sich bis 1968 ein Studium an der Willamette University in Salem (Oregon) an. Nach einem anschließenden Jurastudium an derselben Universität und seiner 1971 erfolgten Zulassung als Rechtsanwalt begann er in San Rafael in diesem Beruf zu arbeiten. In den Jahren 1973 und 1974 war er in verschiedenen Positionen bei der Verwaltung im Marin County beschäftigt. Gleichzeitig schlug er als Mitglied der Demokratischen Partei eine politische Laufbahn ein. Zwischen 1979 und 1982 saß er als Abgeordneter in der California State Assembly. Im August 1980 war er Delegierter zur Democratic National Convention in New York, auf der Präsident Jimmy Carter zur Wiederwahl nominiert wurde; 1982 nahm er am regionalen Parteitag in Kalifornien teil.
Bei den Kongresswahlen des Jahres 1982 wurde Bosco im ersten Wahlbezirk von Kalifornien in das US-Repräsentantenhaus in Washington gewählt, wo er am 3. Januar 1983 die Nachfolge von Eugene A. Chappie antrat. Nach drei Wiederwahlen konnte er bis zum 3. Januar 1991 vier Legislaturperioden im Kongress absolvieren. Im Jahr 1990 unterlag er dem Republikaner Frank Riggs. 1994 scheiterte Douglas Bosco in den Kongressvorwahlen seiner Partei. Im Jahr 2003 wurde er von Gouverneur Gray Davis in die staatliche Küstenschutzkommission (State Coastal Conservancy) von Kalifornien berufen, deren Vorsitz er 2004 dann übernahm.